# ناوچه آب‌خاکی پیاده‌نظام
ناوچه آب‌خاکی پیاده‌نظام (به انگلیسی: Landing Craft Infantry) یک کشتی است که طول آن ۱۵۸ فوت ۶ اینچ (۴۸٫۳۱ متر) می‌باشد.